# محمدمراد قاضی‌یف
محمدمراد قاضی‌یف (روسی: Магомедмурад Саидпашаевич Гаджиев؛ زادهٔ ۱۵ مارس ۱۹۸۸) یک کشتی‌گیر اهل روسیه-لهستان است.
وی نشان نقرهٔ مسابقات قهرمانی کشتی جهان ۲۰۱۷ و مدال برنز مسابقات قهرمانی کشتی جهان ۲۰۱۹ را در کارنامهٔ خود دارد. وی از سال ۲۰۱۵ با دریافت تابعیت کشور لهستان به نمایندگی از این کشور در مسابقات کشتی شرکت کرده‌است. وی سابقه حضور در المپیک ۲۰۲۰ توکیو را دارد.

## فعالیت حرفه‌ای

### مسابقات قهرمانی کشتی جهان ۲۰۱۷
قاضی‌یف در وزن ۶۵ کیلوگرم کشتی آزاد مسابقات قهرمانی کشتی جهان ۲۰۱۷ پاریس حاضر بود که هایسلان گارسیا از کانادا، کیم کوک-گوانگ از کره شمالی، عظمت نوریکائو از بلاروس و والدس توبیر از کوبا را شکست داد و به فینال رسید. وی در دیدار نهایی از زورابی ایاکوبیشویلی کشتی‌گیر گرجستانی شکست خورد و به مدال نقره بسنده کرد.

### مسابقات قهرمانی کشتی جهان ۲۰۱۹
قاضی‌یف در وزن ۷۰ کیلوگرم کشتی آزاد مسابقات قهرمانی کشتی جهان ۲۰۱۹ نورسلطان حاضر بود که در مسابقه های اول تا سوم مانداخناران گانزوریگ از مغولستان، جیمز گرین از آمریکا و آدام باتیروف از بحرین را شکست داد اما در نیمه نهایی به دیوید بائف از روسیه باخت و به دیدار رده‌بندی رفت. وی در دیدار رده‌بندی زورابی ایاکوبیشویلی از گرجستان را شکست داد و مدال برنز وزن ۷۰ کیلوگرم را بدست آورد.

### قهرمانی کشتی جهان ۲۰۲۱
قاضی‌یف در وزن ۷۰ کیلوگرم کشتی آزاد قهرمانی کشتی جهان ۲۰۲۱ اسلو شرکت کرد، او در این مسابقات نیکلای کوجوکارو از انگلیس، کارلوس رومرو از شیلی، زورابی ایاکوبیشویلی از گرجستان و توران بایراموف از آذربایجان را شکست داد و به فینال رسید. وی در فینال ارنظر آکماتالیف از قرقیزستان را شکست داد و مدال طلا را بدست آورد.